# Itala
Az Itala olasz női név, jelentése Italia tartományból való nő.

## Gyakorisága
Az 1990-es években szórványos név, a 2000-es években nem szerepel a 100 leggyakoribb női név között.

## Névnapok
- január 15.[2]
- március 10.[2]

## Híres Italák
- Békés Itala színésznő